# Carnival Vista
De Carnival Vista is een cruiseschip van Carnival Cruise Lines. Het is gebouwd op een scheepswerf van Fincantieri te Monfalcone in Italië. Het schip werd besteld door Carnival Corporation & plc in 2012 als eerste van de nieuwe Vista-klasse. Het is een Neopanamax-schip en anno 2018 het grootste schip van de rederij. Met 1.968 hutten aan boord is het in staat zo'n 4.000 passagiers tegelijk te vervoeren.
De Carnival Vista heeft een zwembadzone met een glijbaan van 137 meter lengte, een sportzone met een touwenparcours, een minigolf en een 800 meter lange baan boven het hoogste dek waar passagiers in pedaalaangedreven capsules een parcours kunnen afleggen. Benedendeks biedt het schip onder meer een IMAX 3D-bioscoop, een 5D-bioscoop, een pub met aan boord gemaakt bier, meerdere restaurants, theaters, winkels en wellnesscentra.
Het schip werd op 1 mei 2016 in gebruik genomen. Tijdens de eerste Europese zomercruises in de Middellandse Zee veroorzaakte het bij een zijwaarts manoeuvre in de Marina del Nettuno bij Messina door grote waterverplaatsing schade aan ligplaatsen en kades van de jachthaven ter grootte van enkele honderdduizenden euro. In oktober maakte het schip een transatlantische cruise naar New York. Van daaruit werden een maand lang cruises georganiseerd alvorens de Carnival Vista in november 2016 Miami als vertrekhaven kreeg. Vanaf september 2018 worden de cruises met het schip in de Caraïbische Zee vanaf Galveston (Texas) verzorgd.
De peetmoeder van de Carnival Vista is Miss USA 2016 en Amerikaans militair Deshauna Barber. Zij doopte het schip bij een plechtigheid in New York.
Carnival Corporation & plc plaatste vervolgbestellingen voor Carnival Cruise Lines en Costa Crociere voor schepen in de Vista-klasse. Zusterschip Carnival Horizon werd geleverd in maart 2018 en gedoopt door Queen Latifah. Tweede volgende schepen, de Costa Venezia en de Carnival Panorama komen gereed in 2019.